# Klučenice
Klučenice (německy Klutschenitz) jsou obec v okrese Příbram ve Středočeském kraji, asi 19 km jihozápadně od Sedlčan. Žije zde 476 obyvatel.

## Historie
První písemná zmínka o obci pochází z roku 1334. Jméno obce je odvozeno od slova klučiti – překopávati půdu. Klučenina je vykácený pozemek, zbavený pařezů, připravený k pěstování polních plodin. Důkazem prastarého osídlení není jenom jméno obce, ale i starověké sídliště a pohřebiště, které se nachází severozápadním směrem v lese na Hrobcích. Vesnice původně patřila k majetku královského hradu Zvíkov. Po založení rytířského řádu křižovníků s červenou hvězdou byla ves roku 1238 králem Václavem I. řádu darována. V roce 1344 zmínka velmistra řádu o Klučenicích, v roce 1352 se připomíná místní farní kostel při odvádění desátků. V roce 1605 byly vymezeny, upraveny a popsány hranice statku. V tomto roce byl přestavěn i panský dvůr. Křižovníci založili také Kamenici, která se podle dobových zápisů stala terčem sporů mezi orlickou a klučenickou vrchností.
V roce 1619 se stala ves majetkem Petra ze Švamberka, po bělohorské bitvě byla opět vrácena. V roce 1621 byly Klučenice těžce poškozeny Marradasovými vojsky, která se snažila dobýt Orlík. Další ztráty a útrapy byly způsobeny vojenskými oddíly roku 1639 a 1640. V 17. století býval ve vsi kromě řádového statku i pivovar. Další pustošící pohromou pro Klučenice byl v roce 1645 přesun švédských vojsk generála Lennarta Torstensona, který zde přešel Vltavu se svými vojsky a přesouval se dále k Jankovu. Tyto válečné útrapy měly za následek zchudnutí kraje. V roce 1646 zde bylo vedeno osm sedláků a sedm chalupníků. O rok později je převorovi zaslaná zpráva o bídě klučenických poddaných, kteří nemají z čeho platit daně. V roce 1720 oheň poškodil velkou část vesnice, včetně původního dřevěného kostela. 15. října 1744 zde opět překročila vojska vévody Lotrinského Vltavu, opět se utábořila v Klučenicích, Chrástu a Voltýřově a způsobila značné škody. Během napoleonských válek vesnice i okolní kraj také utrpěl verbováním a rekvírováním potahů a povozů. Dva z místních sedláků se svými povozy skončili jeden v Lipsku, druhý v Drážďanech.
O vzniku klučenické školy nejsou přesné záznamy. V roce 1718 se místní škola připomíná jako škola farní. Kamenice, Křesina, Voltýřov, Podskalí a Zadní Chlum byly přifařeny a přiškoleny ke Klučenicům. Na místě staré školní budovy nechala obec postavit v roce 1865 podle plánů milevského stavitele Hamana přízemní školní budovu. Škola postupně kapacitně nevyhovovala, docházelo sem až 150 dětí. V roce 1895 bylo přistavěno další patro. Od roku 1883 si místní náboženská obec židovská nechala zřídit svou vlastní školu, která fungovala až do roku 1918.
Sbor dobrovolných hasičů byl ve vsi založen roku 1888. Od roku 1911 zde působil spolek divadelních ochotníků, spořitelní a záložní spolek z roku 1897, i obecní knihovna.

## Geografie

### Poloha
Jižní hranice katastru obce zároveň tvoří hranici mezi Středočeským krajem (okres Příbram) a Jihočeským krajem (okres Písek). Přibližně 2 km na západ od obce se nachází vodní nádrž Orlík.
Obec má rozlohu 2 563 ha, což představuje skoro dvojnásobek průměrné velikosti obecního katastru na Příbramsku (1 357 ha). 47 % plochy katastru tvořila zemědělská půda (zahrnující ornou půdu,zahrady a louky). Lesy zabíraly 36 % plochy, relativně nadprůměrné zastoupení mají díky vodní nádrži Orlík i vodní plochy (10 %). Zastavěná území tvoří z celkové rozlohy katastru necelé 1 %.

### Horospis
Katastr obce se rozkládá ve Středočeské pahorkatině, povrch je značně členitý s velkými výškovými rozdíly. Nejníže položeným bodem je hladina vodní nádrže Orlík, jejíž kóta je při ideálním stavu 330 m. Navíc největší hloubka nádrže je v katastru obce až 66 m. Směrem od přehrady nadmořská výška prudce roste, samotná vesnice leží v nadmořské výšce 457 m. Nejvyšší bod katastru je Langova rozhledna na Onom Světě s kótou 600 m. Vrchy v okolí vesnice jsou tvořeny žulou. Z této žuly byl postaven Palackého most v Praze.

## Obecní správa

### Části obce
- Kamenice (k. ú. Klučenice)
- Klučenice (k. ú. Klučenice)
- Kosobudy (k. ú. Kosobudy)
- Koubalova Lhota (k. ú. Koubalova Lhota)
- Planá (k. ú. Planá u Klučenic)
- Voltýřov (k. ú. Voltýřov a Podskalí)
- Zadní Chlum (k. ú. Zadní Chlum)

Součástí obce jsou také základní sídelní jednotky Na Ovčíně, Podskalí a Žíkovy. K obci patří také Černov, Hvížďalka, Na Stráni, Na Třepené, Onen Svět, Peckov, Skálov, Sychrov, Třepanda, V Háji a V Struhách.
Sousedními obcemi sídla jsou Kovářov, Milešov, Bohostice, Krásná Hora nad Vltavou a Kozárovice.

### Územněsprávní začlenění
Dějiny územněsprávního začleňování zahrnují období od roku 1850 do současnosti. V chronologickém přehledu je uvedena územně administrativní příslušnost obce v roce, kdy ke změně došlo:
- 1850 země česká, kraj České Budějovice, politický i soudní okres Milevsko[8]
- 1855 země česká, kraj Tábor, soudní okres Milevsko
- 1868 země česká, politický i soudní okres Milevsko
- 1939 země česká, Oberlandrat Tábor, politický i soudní okres Milevsko[9]
- 1942 země česká, Oberlandrat Tábor, politický i soudní okres Milevsko[10]
- 1945 země česká, správní i soudní okres Milevsko[11]
- 1949 Českobudějovický kraj, okres Milevsko[12]
- 1960 Středočeský kraj, okres Příbram
- 2003 Středočeský kraj, okres Příbram, obec s rozšířenou působností Sedlčany

### Starostové
- Jiří Veselý (2010–2014)
- Stanislav Stoulil (2014-2022)
- Václav Vozábal (od 2022)

## Demografie

### Vývoj počtu obyvatel
| Rok            | 1869  | 1921  | 1950 | 1970 | 1991 | 2007 | 2014 |
| Počet obyvatel | 1 826 | 1 462 | 864  | 647  | 528  | 486  | 468  |

### Složení obyvatel
Žije zde zhruba 500 obyvatel. V roce 2007 tvořily asi 17 % obyvatelstva děti do 15 let (relativně příznivý údaj). Celých 58,23 % obyvatel obce se v roce 2001 přihlásilo jako věřící, drtivá většina z tohoto počtu k římsko-katolické církvi. K 31. 5.2007 byla míra registrované nezaměstnanosti v Klučenicích podle údajů Úřadu práce Příbram 8,4 %, což je v rámci okresu spíše nadprůměrný údaj (průměr okresu byl 7,4 %, maximum 15,9 – Bohostice). Nutno ale říci, že oproti roku 2001 byl zaznamenán pokles míry nezaměstnanosti o 3,1 %. Národnostní složení obce je jednotné, 97,3 % obyvatel se přihlásilo k české národnosti.

### Domovní fond
Při sčítání lidu 2001 bylo napočítáno 250 domů, z čehož 141 (56,4 %) bylo trvale obydlených. Z tohoto počtu bylo 134 domů uvedeno jako rodinných a 7 jako bytových. Nejvyšší počet obydlených domů v obci byl vystavěn v letech 1946–1975 (53,2 %).

## Společnost

### Rok 1932
V roce 1932 (přísl. Kamenice, Křesina, Planá, 567 obyvatel, poštovní úřad, telefonní úřad, telegrafní úřad, četnická stanice, katol. kostel) byly v obci evidovány tyto živnosti a obchody: 2 cihelny, družstvo pro rozvod elektrické energie v Klučenicích, 3 hostince, kolář, kovář, krejčí, mlýn, 2 obuvníci, pekař, pila, porodní asistentka, 2 řezníci, 2 obchody se smíšeným zbožím, Spořitelní a záložní spolek v Klučenicích, tesařský mistr, trafika, 2 truhláři. V obci Voltýřov (250 obyvatel, samostatná obec se později stala součástí Klučenic) byly v roce 1932 evidovány tyto živnosti a obchody: bednář, družstvo pro rozvod elektrické energie ve Voltýřově, 2 hostince, kovář, krejčí, trafika.

### Současnost
Klučenice jsou střediskovou obcí. Je zde škola (Základní škola a Mateřská škola, Klučenice), s 1.– 9. ročníkem základní školy. V obci se také nachází pošta, pobočka České pojišťovny a ordinace praktického lékaře, kadeřnictví. Nakoupit potraviny, tisk nebo základní drogerii lze ve dvou prodejnách smíšeného zboží. V centru jsou 2 hostince a bufet. Největšími ubytovacími zařízeními jsou kemp Podskalí, rekreační areál NOVÝ LIPTÁKOV a hotely „U jezera“ a „Panorama“ na břehu orlické vodní nádrže. Největším podnikem je v obci akciová společnost Klučenická zemědělská sídlící v rozsáhlém zemědělském areálu na kraji vesnice. V obci se nachází sídliště pro obyvatele osad zatopených Orlickou přehradou.

## Pamětihodnosti
- Největší památkou v obci je barokní jednolodní kostel Narození svatého Jana Křtitele a svatého Antonína Opata. Stavba pochází z roku 1723, vznikla na místě starého kostela zbořeného o rok dříve. Původní kostel býval dřevěný, po požáru v roce 1720 bylo na popud velmistra křižovnického řádu přistoupeno k stavbě nového kostela.[5] Kostel byl znovu vysvěcen 9. 11. 1723.[5] Obdélná loď kostela je dlouhá 14,15 metrů, široká 9,15 metrů, výška 9 metrů.[5] Věž v západním průčelí kostela je čtyřboká, dvouposchoďová, zakončená bání.[5] Kostel má bohatou výzdobu s obrazem Sv. Jana Křtitele od Václava Vavřince Rainera. Před ním je několik kovaných křížů. Okolo kostela se rozkládá starý hřbitov, obehnaný mohutnou hřbitovní zdí. První zmínky o duchovní zprávě – plebánii, jsou z roku 1352.[6] Od roku 1672 byla duchovní správa obnovena a svěřena Rytířskému řádu křižovníků s červenou hvězdou, matriky jsou vedené od roku 1718.[6] V současné době (2013) na kostele a v jeho okolí probíhá celková oprava.

- Vedle schodů vedoucích ke kostelu se nalézá kříž na velmi zdobném kamenném podstavci.

- Barokní bývalý křižovnický dvůr z 18. století.

- Jihozápadně v místní části Voltýřov u rybníka pozůstatky tvrze ze 14. stol., zbytek valu, příkopu a studna. Voltýřovský a Klučenický vladyka údajně přepadával kupce, kteří vezli svoje zboží na trhy do Písku.[5]

- Severozápadně od centra obce stojí bývalá synagoga. Místní náboženská obec židovská si v Klučenicích nechala zřídit svou vlastní školu v roce 1883.[7] Výuku zajišťoval rabín. Židovská škola fungovala až do roku 1918.[7] Býval zde i židovský kostel, který byl v roce 1930 přestavěn na obytné stavení.[7]

- V horní části návsi, v malém parčíku, se nachází socha svatého Jana Nepomuckého v ohrádce.

- Na návsi před budovami Klučenické zemědělské akciové společnosti roste památný strom – lípa.

- V spodní části návsi, poblíž rybníka, se nalézá kamenný pomník padlým v první světové válce. Tento pomník byl postaven roku 1931 svépomocí a za přispění místních hasičů, občanů a rodáků.[7] Na vrcholu žulového jehlanu byl umístěný bronzový sokol s rozepjatými křídly. Náklady na pomník činily 8 838 Kč.[7] Na pamětní desce v horní části pomníku je uvedený tento nápis: „VDĚČNĚ PAMĚTLIVI OBĚTÍ SVĚTOVÉ VÁLKY A SLAVNÉHO BOJE ZA SVOBODU VLASTI. PRACUJME V MÍRU A LÁSCE POCTIVĚ A SVORNĚ PRO LEPŠÍ BUDOUCNOST NÁRODA.“ Na pamětní desce, která je umístěná v spodní části pomníku je pod letopočtem 1914–1918 uvedeno 13 jmen padlých spoluobčanů – „DROBÍLEK ANT. HLAVÁČ JOS. HOLUB JOS. CHROUST AUG. KOLKA JAROSL. KUBÍČEK JAN. KVASNIČKA JOS. MEZERA JOS. POLÍVKA JAN. ŠVAGR JOS. UHER ALOIS. VLNA JOS. VONDRÁK JOS.“

## Doprava

### Dopravní síť
Do obce vedou silnice III. třídy. Územím obce vede silnice II/102 Praha-Zbraslav – Štěchovice – Chotilsko – Nečín – Obory – Kamýk nad Vltavou – Krásná Hora nad Vltavou – Milešov – Milevsko. Železniční trať ani stanice či zastávka na území obce nejsou.

### Autobusová doprava 2024
Autobusovou dopravu v obci Klučenice zajišťují společnosti Arriva Střední Čechy a ČSAD AUTOBUSY České Budějovice. Obec je součástí Pražské integrované dopravy (PID). V obci se nacházejí zastávky Klučenice a Klučenice,ObÚ. Mezi další zastávky spadající pod Klučenice jsou Klučenice,Kosobudy, Klučenice,Koubalova Lhota, Klučenice,Planá, Klučenice,Planá,kaple a Klučenice,Planá,rozc. V místních částech Kamenice, Voltýřov a Zadní Chlum se autobusové zastávky nenacházejí. Obec obsluhují tři autobusové linky: 480, 549 a 360852. Zastávku Klučenice,Planá,rozc. obsluhuje také linka 420, která vede z Prahy ze Smíchovského nádraží a pokračuje dále přes Dobříš, Kamýk nad Vltavou, Krásnou Horu nad Vltavou až do Milevska. Linka 480 propojuje Příbram s Lešeticemi, Milínem, Pečicemi, Cetyní, Bohosticemi, Solenicemi, Milešovem, Klučenicemi, Kovářovem, Hrejkovicemi a Milevskem. Linka 549 spojuje Sedlčany, Vysoký Chlumec, Petrovice, Krásnou Horu nad Vltavou, Milešov a Klučenice. Autobusová linka 360852 zajišťuje spojení mezi Milevskem, městysem Kovářov, obcemi Klučenice a Milešov a dalšími vesnicemi.

### Lodní doprava 2024
V Podskalí se nachází přístaviště Podskalí. Orlickou lodní dopravu provozuje společnost QUARTER s.r.o. Služba je dostupná každoročně v letní sezóně od 1. července do 31. srpna.

## Turistika
Obcí vede cyklotrasa č. 8140 z Petrovic do Milešova a po hrázi přehrady Orlík směrem k Milínu.
Obec disponuje informačním centrem a galerií-muzeem, kde se návštěvník dozví informace z historie i aktuálního dění v katastru Klučenic.

### Pěší turistika
Místní částí Voltýřov prochází turistická trasa  Orlík nad Vltavou – Kostelec nad Vltavou – Voltýřov – Solenice. Místními částmi Planá a Koubalova Lhota prochází turistická trasa  ze Solenic a Milešova na Onen Svět a Petrovice. U rozhledny Onen Svět se křižuje s turistickou trasou  ze Sedlčan do Radavy.
Rozhledna Onen Svět vystavěná v roce 2001 u chaty Onen Svět z roku 1940 se stala pro svoje umístění oblíbeným výletním cílem mnoha turistů. 15 m vysoká dřevěná konstrukce umožňuje nejen široký výhled do krásné oblasti Středního Povltaví, ale za dobré viditelnosti je možné vidět také Šumavu a někdy dokonce i Alpy.

## Osobnosti
- Oldřich Havránek (1853–1937), český sbormistr a dirigent, od roku 1874 žil v Rusku. Působil v operních divadlech různých měst, od roku 1882 jako dirigent a hlavní sbormistr Velkého divadla v Moskvě. Otec Oldřicha, Josef Havránek. V Klučenicích působil od roku 1832–1845 jako pomocník. Později učitel a mezi lety 1870–1874 správce školy. Jeho syn Oldřich byl pochvalně zmíněn v kronice již v době, kdy byl školou povinný, jako hudebně nadaný.
- Václav Bělohlávek (* 9. 1. 1870 Ouhrov), básnickým jménem Svatohor.[6] Knihovník řádu, kněz, který napsal 70 pojednání a knih s náboženskou a historickou tematikou (např. Dějiny českých křižovníků s červenou hvězdou, trilogie Božetěch, Mysterium nebe, země, peklo).[6] V Klučenicích působil od roku 1898–1899 jako kaplan.[6]

## Fotogalerie

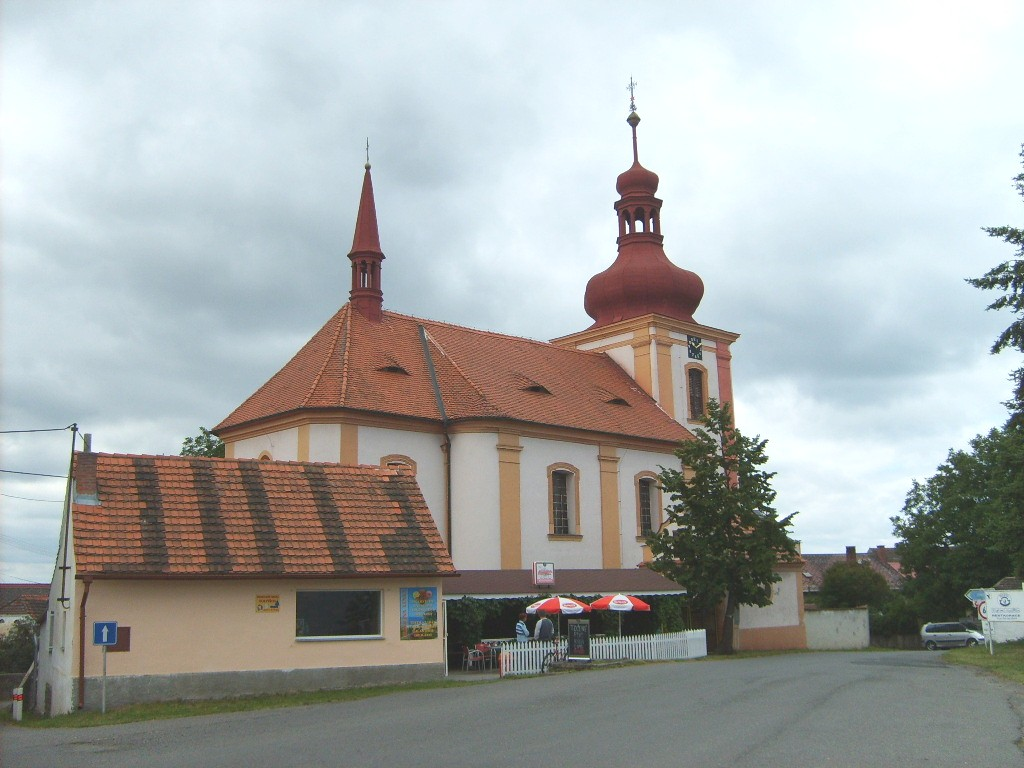
Barokní kostel v Klučenicích
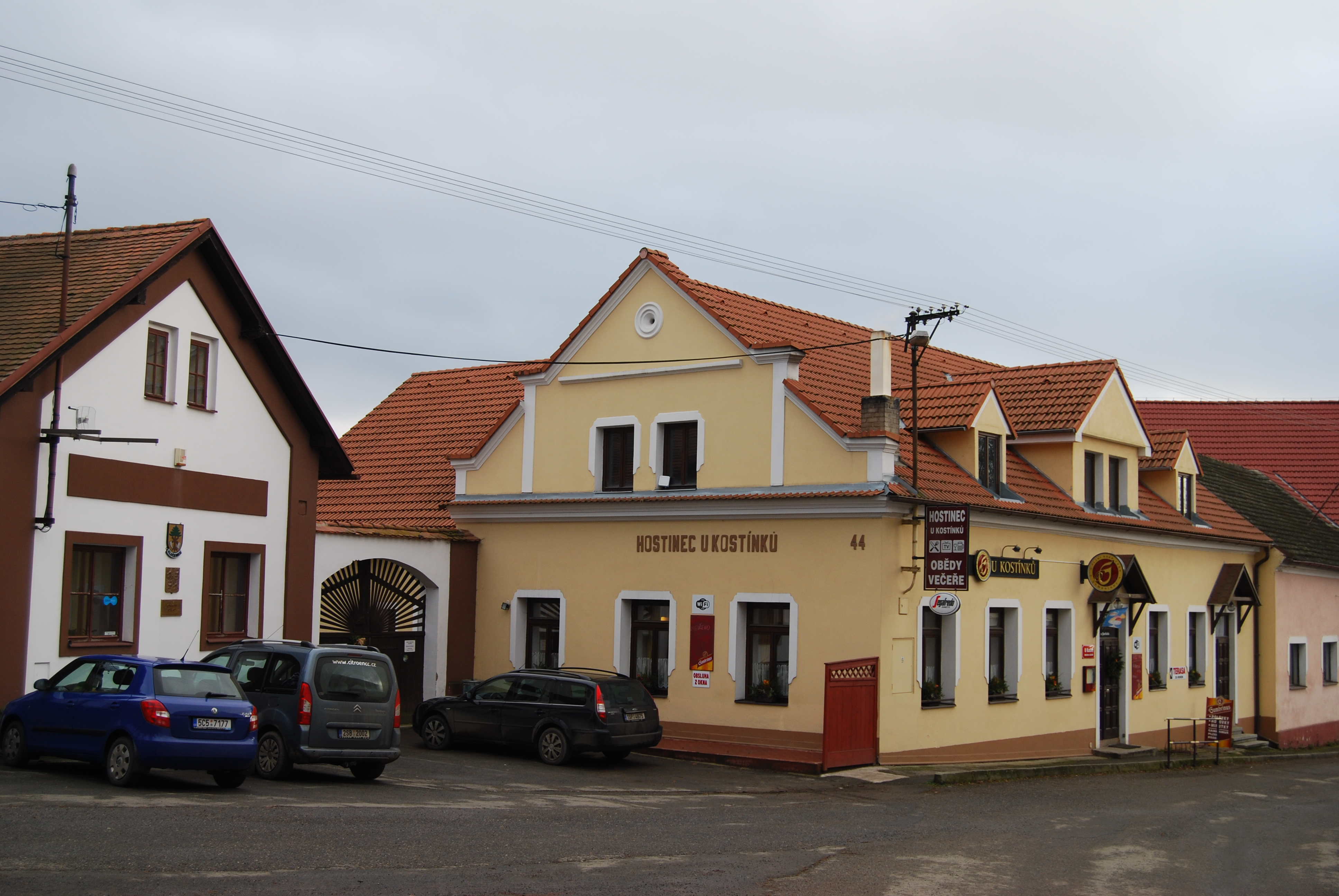
Obecní úřad a restaurace
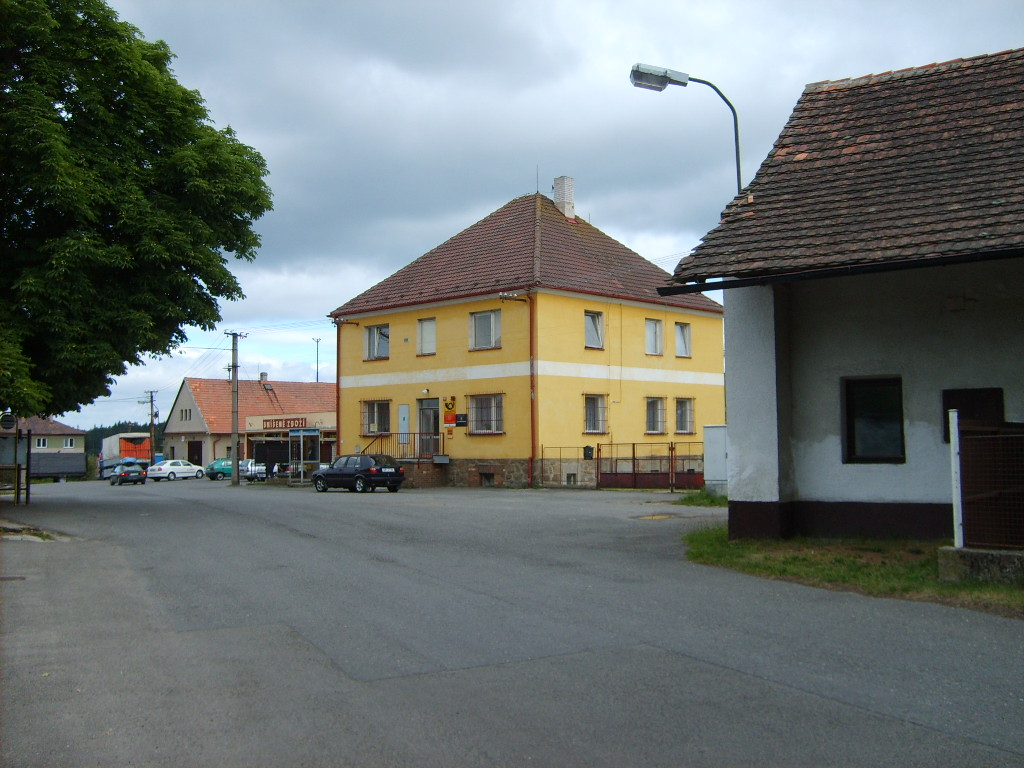
Budova pošty a prodejny smíšeného zboží v Klučenicích
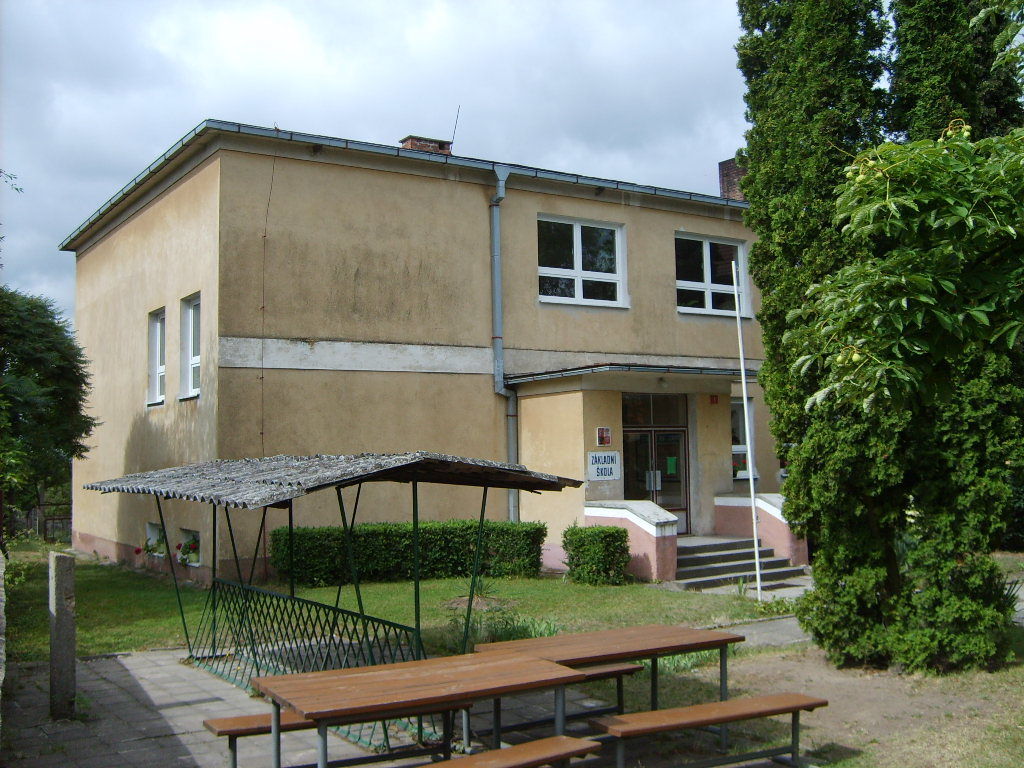
Budova základní školy v Klučenicích
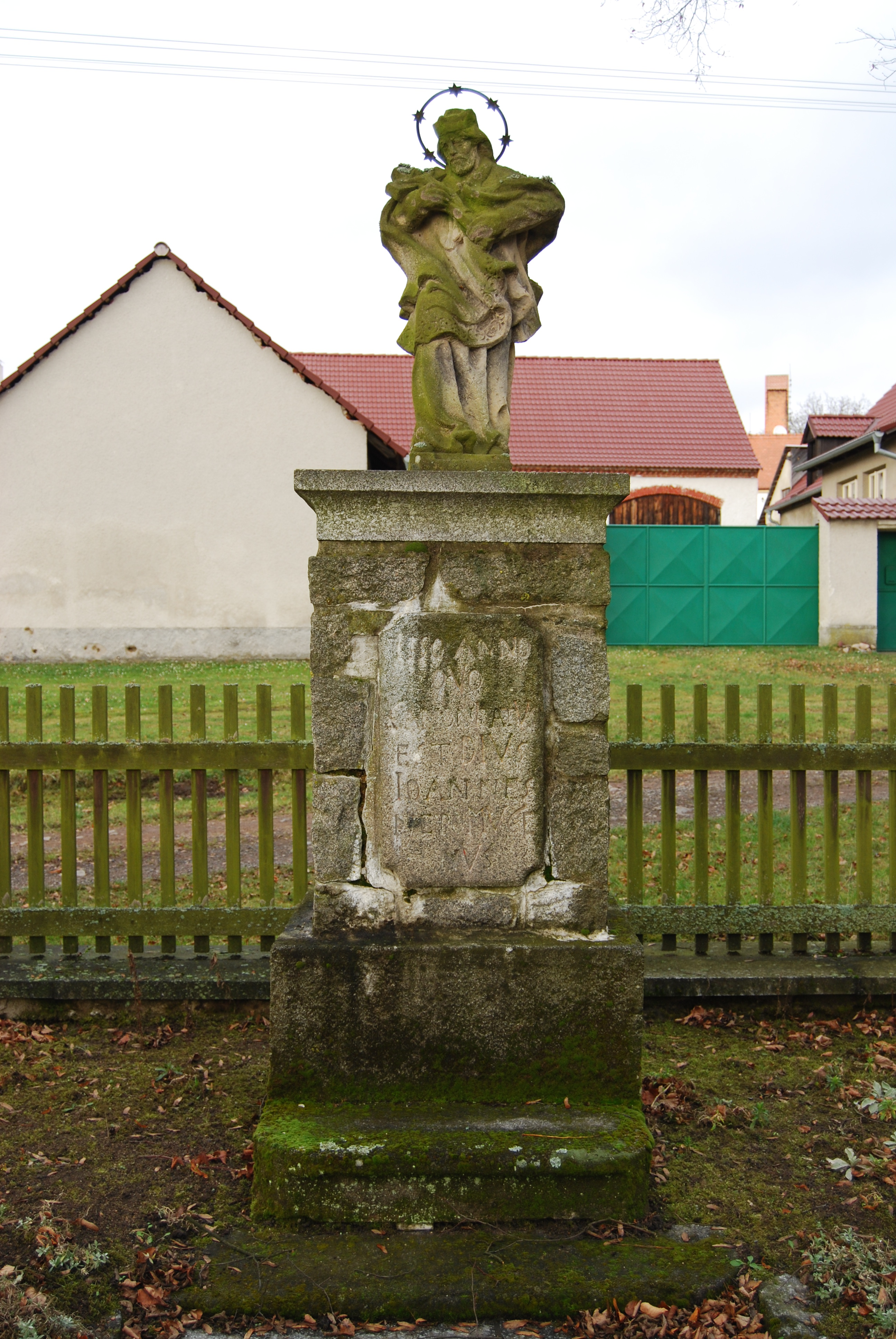
Socha J. Nepomuckého
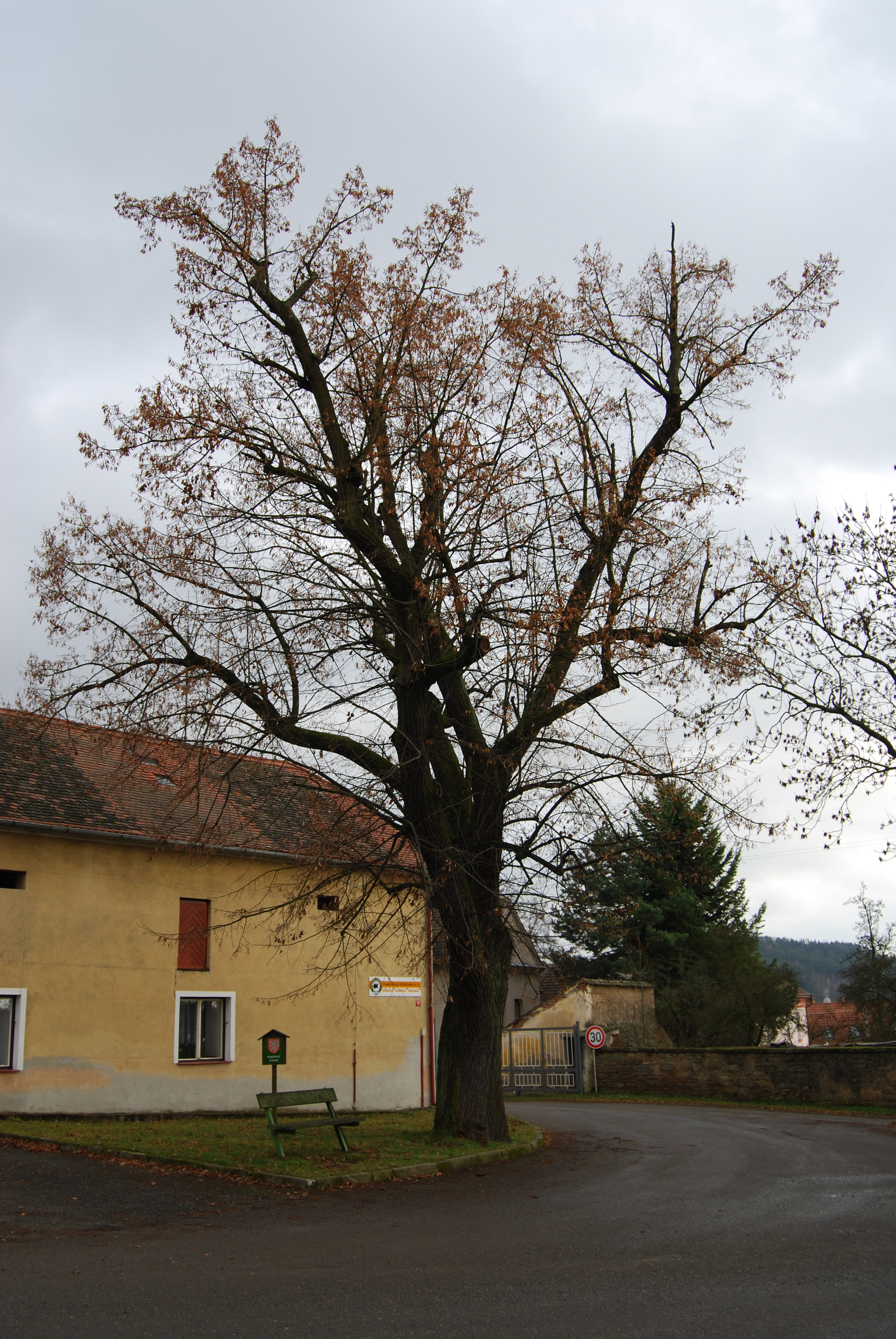
Památný strom